# Electric Tears
Albums de Buckethead
Bermuda Triangle
(2002) Bucketheadland 2
(2003)
Electric Tears est le neuvième album de Buckethead, sorti le 8 octobre 2002. Le 21 février 2012, une suite à cet album fut publiée sous le titre Electric Sea.

## Liste des titres
Toutes les pistes furent écrites et composées par Buckethead sauf «Sketches of Spain» qui fut écrite par Joaquín Rodrigo.
| 1.    | Electric Sea       | 3:41  |
| 2.    | Beyond the Knowing | 4:03  |
| 3.    | Swomee Swan        | 11:36 |
| 4.    | Point Doom         | 5:36  |
| 5.    | El Indio           | 5:48  |
| 6.    | La Wally           | 6:07  |
| 7.    | La Gavotte         | 5:31  |
| 8.    | Bachethead         | 5:36  |
| 9.    | Yokohama           | 4:08  |
| 10.   | Gateless Gate      | 2:38  |
| 11.   | The Homing Beacon  | 5:05  |
| 12.   | Sans titre         | 5:29  |
| 13.   | Sans titre         | 5:10  |
| 48:19 |                    |       |